# Glenfarclas
Glenfarclas ist eine Destillerie für Whisky in Ballindalloch, Moray, Schottland, Vereinigtes Königreich.

## Geschichte
Glenfarclas wurde 1836 von Robert Hay gegründet und bekam 1844 die Lizenz, um Whisky zu brennen. 1865 wurde die Distillerie an John Grant verkauft, dessen Nachfahren die Brennerei 1896 renovierten und noch heute besitzen. In den Jahren 1960 und 1976 wurde die Destillerie um jeweils zwei auf heute insgesamt sechs Brennblasen erweitert.
Der Name der Destillerie (schottisch-gälisch Gleann Farghlais) wird von Glenfarclas selbst mit Glen of the Green Grassland („Tal des grünen Graslandes“) wiedergegeben. Auf der Website des schottischen Parlaments ist der gälische Name mit „The glen of the over-stream“ übersetzt. Im Mai 2022 haben sich Diebe Zugang zum Besucherzentrum der Brennerei verschafft und Whisky im Wert von mehr als 100.000 Pfund gestohlen.

## Produktion
Produziert wird mit zwei Maischbottichen (mash tuns) (je 15 t) und zwölf Gärbottichen (wash backs) (je 45.000 l) aus Edelstahl, drei wash stills mit jeweils 29.600 Litern und letztlich drei spirit stills mit jeweils 25.000 Litern, die direkt mittels Gas befeuert werden.

## Abfüllungen
Die Whiskys von Glenfarclas werden fast ausschließlich in ehemaligen Sherryfässern (Oloroso) gelagert.
Es gibt eine sehr große Palette an verschiedenen Abfüllungen von der Destillerie selber. Aufgrund der hohen Lagerkapazitäten und der gezielten Bestandspflege ist der Produzent in der Lage, alte Jahrgänge seriell im Standardprogramm dem Markt anzubieten.
- „Highland Cattle“ von Glenfarclas (ca. 8 Jahre), 40 % Vol.
- Glenfarclas, Heritage, No Age, 40 % Vol.
- Glenfarclas 105, 10 Jahre, Fassstärke, 60 % Vol.
- 8 Jahre, 40 % Vol.
- 10 Jahre, 40 % Vol.
- 12 Jahre, 43 % Vol.
- 15 Jahre, 46 % Vol.
- 17 Jahre, 43 % Vol.
- 18 Jahre, 43 % Vol.
- 21 Jahre, 43 % Vol.
- 25 Jahre, 43 % Vol.
- 30 Jahre, 43 % Vol.
- 40 Jahre, 46 % Vol.

Sonderabfüllungen:
- Glenfarclas Oloroso Sherry Cask mit GP, 15 Jahre, Jahrgang: 1990 / 2007, auf 2.400 Flaschen limitiert
- Glenfarclas Oloroso Sherry Cask, Jahrgang: 1993 / 2008, limitiert
- Glenfarclas Oloroso Sherry Cask, Jahrgang: 1993 / 2009, limitiert
- Glenfarclas Oloroso Sherry Cask, Jahrgang: 1993 / 2010, limitiert
- Glenfarclas Oloroso Sherry Cask, Jahrgang: 1993 / 2011, limitiert
- Glenfarclas Oloroso Sherry Cask, Jahrgang: 1993 / 2012, limitiert
- Glenfarclas Oloroso Sherry Cask, Jahrgang: 1993 / 2013, limitiert
- Glenfarclas Oloroso Sherry Cask, Jahrgang: 1993 / 2014, limitiert
- Glenfarclas Oloroso Sherry Cask, Jahrgang: 1996 / 2015, limitiert
- Glenfarclas Oloroso Sherry Cask, Jahrgang: 1996 / 2017, limitiert
- Glenfarclas Oloroso Sherry Cask, Jahrgang: 1995 / 2018, limitiert
- Glenfarclas Vintage, 30 Jahre, Jahrgang: 1974 / 2004, Fassstärke
- Glenfarclas Vintage The Historic Reserve No. 1-4, 43 Jahre, Jahrgang: 1959 / 2002.
- Glenfarclas 46 Jahre, Jahrgang: 1954 / 2000, auf 1.193 Flaschen limitiert
- Glenfarclas 105, 20 Jahre, Fassstärke, 60 % Vol.
- Glenfarclas 105, 40 Jahre, Fassstärke, 60 % Vol.